# مجموعة فنادق إنتركونتيننتال
مجموعة فنادق إنتركونتيننتال (بالإنجليزية: InterContinental Hotels Group) المعروفة أختصار بـ أي أتش جي (IHG)، ورسمياً فنادق إنتركونتيننتال، هي شركة فنادق بريطانية متعددة الجنسيات، تأسست في 15 أبريل 2003، ويقع مقرها الرئيسي في دنهام، في باكينجهامشير، المملكة المتحدة.
وهي أكبر شركة فنادق في العالم من حيث عدد الغرف، والذي بلغ عدد غرفها 687,000 غرفة في فبراير 2014، ولديها أكثر من 4,600 فندق في أكثر من 100 دولة حول العالم.
وتشمل العلامات التجارية التابعة لمجموعة فنادق إنتركونتيننتال كل من: أجنحة كاندل وود، فندق كراون بلازا، ايفنتز،  هوليداي إن، هوليداي إن إكسبريس، فندق نيلي، Hualuxe، انتركونتيننتال، و فندق ستايبريدج سويتس.
مامجموعة 4,602 من الفنادق، و3،934 تعمل بموجب اتفاقيات الامتياز، 658 تدار من قبل الشركة ولكن بشكل منفصل المملوكة، ومملوكة مباشرة 10.

## العلامات التجارية
- أجنحة كاندل وود.
- كراون بلازا.
- ايفنتز.
- هوليداي إن.
- هوليداي إن إكسبريس.
- فندق نيلي .
- Hualuxe.
- انتركونتيننتال.
- فندق ستايبريدج سويتس.
- فندق فوكو.

## وصلات خارجية
- الموقع الإلكتروني